# Karel Van Rompuy
Karel Van Rompuy (Begijnendijk, 15 oktober 1929 – Zoersel, 19 mei 2013) was een Belgisch bankier en medestichter van de bank Argenta.
Eind 1952 richtte Van Rompuy Belfi op, waarmee hij bescheiden woningen kocht en weer verkocht. Hij stichtte in 1956, met drie vrienden, het bedrijf Argenta dat zich bezighield met de financiering van woningen en waarvoor hij in 1964 toestemming kreeg om deposito's aan te trekken. Hij leidde de bank 40 jaar en was tot 2009 voorzitter van de raad van bestuur. Argenta is de op vier na grootste financiële instelling in België, met een balanstotaal van € 35 miljard in bank-, verzekerings- en beleggingsactiviteiten.
In België heeft de bank meer dan 500 kantoren - op zelfstandige basis - met rond de duizend medewerkers. Daarnaast zijn er de zevenhonderd eigen personeelsleden. De zetel in Nederland heeft nog geen twintig medewerkers.
Alhoewel de familie Van Rompuy operationeel niet meer bij de bank betrokken bleef, is zij nog altijd voor 85% aandeelhouder van de bank, via de holding Investar. Deze wordt verder gecontroleerd door de kinderen en kleinkinderen. De resterende 15% is in handen van de kantoorhouders en hun klanten via de coöperatie Argen-Co.

## Trivia
De enige band die Karel Van Rompuy heeft met Herman Van Rompuy, voormalig Voorzitter van de Europese Raad, is dat zij een gezamenlijke voorvader hebben, namelijk Joannes Baptista Van Rompuy (1722-1774) waarvoor de bankier 6 generaties moet teruggaan en de politicus 7.